# TSV Freudenstadt
Der Turn- und Sportverein Freudenstadt 1862 e.V., kurz TSV Freudenstadt ist ein Sportverein der Stadt Freudenstadt. Der Mehrspartenverein ist nach eigener Aussage mit rund 1400 Mitgliedern größter Sportverein der Stadt.

## Geschichte
Unter Realschullehrer Munz wurde im Mai 1862 der Turnverein Freudenstadt (der erst im Jahr 1950 zum Turn- und Sportverein 1862 Freudenstadt e.V. umbenannt wurde) gegründet. Im August des Gründungsjahres wurde bereits mit der Jugendförderung begonnen, im Jahr 1898 wurde eine Damenriege gegründet.
Nach und nach wurden weitere Abteilungen gegründet, beispielsweise Leichtathletik, die nicht mehr existente Fechtsparte oder die Schwimmabteilung.
Zum hundertsten Vereinsjubiläum wurde erstmals ein Sportstädtewettkampf zwischen Freudenstadt und der Partnerstadt Courbevoie veranstaltet. Diese Veranstaltung findet noch immer im Wechsel in beiden Städten statt.
Im Jahr 1968 nahm mit dem Weitspringer Reinhold Boschert erstmals ein Sportler des TSV Freudenstadt an Olympischen Spielen teil. Sandra Mast startete im Jahr 2012 bei den Paralympischen Spielen in London.
Im Jahr 2012 feierte der Verein mit vielfältigen Aktionen und Veranstaltungen sein 150-jähriges Jubiläum.

## Abteilungen
Unter dem Dach des TSV Freudenstadt sind zahlreiche Abteilungen organisiert, darunter Badminton, Basketball, Behinderten- und Rehasport, Gesundheitssport, Gymnastik, Handball, Judo, Leichtathletik, Schwimmen, Tanzsport, Tischtennis, Turnen und Volleyball.

### BRSG Behinderten- und Rehasportgruppe
Große Erfolge kann die 1952 gegründete BRSG aufweisen. Kugelstoßerin Sandra Mast nahm an den Paralympics 2012 in London teil und belegte den 6. Platz. Im Jahr 2011 wurde sie Vizeweltmeisterin.

### Judo
Manfred Heilig gründete die Abteilung im Jahr 1965 und führte damit den Judosport im Landkreis ein. Von Anfang an war Judo eine der größten Abteilungen im TSV Freudenstadt. Die Abteilung entsendet Athleten bis auf Deutsche Meisterschaften.

### Leichtathletik
Die 1927 gegründete Leichtathletik-Abteilung gehört zu den ältesten Abteilungen im TSV Freudenstadt. Größter Erfolg war die Teilnahme von Reinhold Boschert an den Olympischen Spielen 1968 in Mexiko. Die Kugelstoßerin Petra Lammert begann hier ihre sportliche Laufbahn. Athleten der Abteilung starten noch immer bis hinauf zu Deutschen Meisterschaften.